# Forney
Forney és una ciutat dels Estats Units a l'estat de Texas. Segons el cens del 2000 tenia 5.588 habitants.

## Demografia
Segons el cens del 2000, Forney tenia 5.588 habitants, 1.920 habitatges, i 1.522 famílies. La densitat de població era de 275,2 habitants/km².
Dels 1.920 habitatges en un 46,7% hi vivien nens de menys de 18 anys, en un 62% hi vivien parelles casades, en un 13,1% dones solteres, i en un 20,7% no eren unitats familiars. En el 17,7% dels habitatges hi vivien persones soles el 6,9% de les quals corresponia a persones de 65 anys o més que vivien soles. El nombre mitjà de persones vivint en cada habitatge era de 2,91 i el nombre mitjà de persones que vivien en cada família era de 3,29.
Per edats la població es repartia de la següent manera: un 32,1% tenia menys de 18 anys, un 7,8% entre 18 i 24, un 33,5% entre 25 i 44, un 18,6% de 45 a 60 i un 8% 65 anys o més.
L'edat mediana era de 32 anys. Per cada 100 dones de 18 o més anys hi havia 91,6 homes.
La renda mediana per habitatge era de 52.014$ i la renda mediana per família de 58.295$. Els homes tenien una renda mediana de 34.886$ mentre que les dones 30.841$. La renda per capita de la població era de 21.217$. Aproximadament el 3,6% de les famílies i el 5,3% de la població estaven per davall del llindar de pobresa.

## Poblacions properes
El següent diagrama mostra les poblacions més properes.